# Беливод
Беливод (на гръцки: Βέλος, Велос или Βέλας, Велас или Βέλια, Велия) е река в Егейска Македония, Гърция. Реката извира от Горуша и тече с големи меандри на североизток, като се влива в Бистрица (Алиакмонас) като неин десен приток. В общи линии е граница между Костурско на север и Населица на юг.

## Описание
Реката извира от южните разклонния на Одре (Одрия), източно под връх Елафина. Тече на юг покрай село Дафни (Драмища) под името Пнакарио или Пнокарио, което в 1969 година е сменено на Дасос (Δάσος). При село Агии Анаргири (Врощани) завива на изток, минава през село Килади (Цавалер) и завива на североизток. Срещу село Баня (Агия Параскеви) приема левия си приток Пирко. Десните притоци на реката идват от Гревенските възвишения на юг. Тече в красива, тясна долина с не много стръмни склонове, обрасли с дъбрави и храсти. Главният ѝ приток е левият Чърчищка река (Катинища), която прибира водите от околностите на Бойне, Скалохори (Чърчища) и Либешово. След вливането при Моласи (Диалекто) на левия приток Божища, прекръстен в 1969 година на Панагия, Беливод се влива в Бистрица източно от село Витан (Вотани).

## Водосборен басейн
→ ляв приток, ← десен приток
- → Пирко
- → Катинища (Чърчищка река)

- ← Бучища
- ← Трано Рема

- ← Ватилакос
- → Пистория
- → Божища

- ← Верудия